# Bloccante neuromuscolare
Un bloccante neuromuscolare è una sostanza farmaceutica comunemente utilizzata in campo anestesiologico, che agisce come miorilassante. Si distinguono infatti due categorie di farmaci miorilassanti: quelli depolarizzanti (agonisti dei recettori nicotinici come la succinilcolina) e quelli non depolarizzanti, detti anche “curari”, "curarici" o “curarosimili”. L'azione del curaro è dovuta all'antagonismo con l'acetilcolina sui recettori nicotinici presenti a livello della placca neuromuscolare; i farmaci curarici più adoperati nella pratica clinica sono atracurio, cisatracurio, mivacurio, rocuronio e vecuronio.
I principali antidoti utilizzati dagli anestesisti per accorciare o annullare la durata del blocco neuromuscolare sono gli inibitori dell'acetilcolinesterasi (tra cui i più utilizzati sono la neostigmina e l'edrofonio) e il sugammadex.

## Storia
In Sud America nel XVI secolo i nativi estraevano il curaro, un estratto vegetale grezzo, da piante principalmente della specie Chondrodendron della famiglia Menispermaceae e specie Strychnos della famiglia Loganiaceae.
Edward Bancroft, chimico e medico di quell'epoca, riportò nel Vecchio Mondo campioni di curaro grezzo dal Sud America. L'effetto del curaro fu sperimentato da Sir Benjamin Brodie iniettando curaro in piccoli animali e scoprì che gli animali smettevano di respirare ma potevano essere mantenuti in vita gonfiando i polmoni con stantuffi; questa osservazione ha portato alla conclusione che il curaro potesse paralizzare i muscoli respiratori. Fu anche sperimentato da Charles Waterton nel 1814 quando iniettò il curaro a tre asini: al primo asino fu iniettato nella spalla e morì in seguito; il secondo asino aveva un laccio emostatico applicato alla zampa anteriore, e fu iniettato distalmente al laccio emostatico: l'asino sopravvisse mentre il laccio emostatico era al suo posto, ma morì dopo che era stato rimosso. Il terzo asino, dopo l'iniezione di curaro, sembrava essere morto, ma è fu rianimato usando un mantice. L'esperimento di Charles Waterton confermò l'effetto paralizzante del curaro.
Un'altra pietra miliare nello sviluppo dei curari avvenne grazie dal fisiologo francese Claude Bernard: quando iniettava curaro nelle cosce di una rana, il muscolo della gamba non si contraeva quando il nervo veniva stimolato, ma si contraeva quando veniva stimolato direttamente il muscolo. Ciò dimostra che il curaro agisce sulla giunzione neuromuscolare.
Negli anni venti del Novecento uno studioso statunitense, Richard Gill, spese molti anni tra gli indigeni ecuadoriani e studiò attentamente la preparazione del curaro; nel 1938 ritornò negli USA con qualche chilo di curaro e cercò di interessare le case farmaceutiche ad una sostanza che credeva molto promettente.
Nel frattempo infatti il chimico King, nel 1935, era riuscito ad isolare il principio attivo del curaro: dato che non possedeva alcun campione di curaro, King aveva dovuto utilizzare per le sue analisi il campione originale di Spruce conservato ad Harvard. Dato che il campione era conservato in un tubo, la molecola si chiamò tubocurarina; la struttura proposta da King risultò poi errata, ma la molecola era stata isolata.
Gill non riuscì invece a trovare appoggi se non anni dopo, e solo nel 1941 iniziarono i primi esperimenti sugli animali: la tubocurarina venne aggiunta agli anestetici per le operazioni chirurgiche, ma gli animali morivano di asfissia. Nel 1942 Harold Griffith, presidente del dipartimento di anestesia della McGill University, capì che all'utilizzo della molecola doveva sempre essere associata la ventilazione artificiale e, nello stesso anno, compì le prime operazioni su esseri umani.
Gli anni '40, '50 e '60 videro il rapido sviluppo di diversi bloccanti sintetici. La gallamina è stato il primo curaro sintetico utilizzato clinicamente; successivamente gli scienziati hanno sviluppato atracurio, vecuronio, rocuronio, succinilcolina e pancuronio. La succinilcolina, il cui effetto di bloccante muscolare fu scoperto da Daniel Bovet nel 1949, fu introdotta nella clinica come rilassante a breve durata d'azione dopo essere stato testato in esperimenti su animali nel 1951 da Hans Brücke e dai suoi colleghi e dopo esperimenti di Otto Mayrhofer e M. Haßfurter.
Nel secondo dopoguerra, gli studi sui curari sintetici svolti da Paolo Mantegazza modificarono radicalmente l'utilizzo e i disciplinari delle pratiche anestesiologiche, rendendo possibile lo sviluppo di nuove tecniche chirurgiche.